# Point Pleasant Beach
Point Pleasant Beach és una població dels Estats Units a l'estat de Nova Jersey. Segons el cens del 2007 tenia 5.411 habitants.

## Demografia
Segons el cens del 2000, Point Pleasant Beach tenia 5.314 habitants, 2.317 habitatges, i 1.316 famílies. La densitat de població era de 1.424,8 habitants/km².
Dels 2.317 habitatges en un 22,9% hi vivien nens de menys de 18 anys, en un 43,3% hi vivien parelles casades, en un 9,6% dones solteres, i en un 43,2% no eren unitats familiars. En el 36,3% dels habitatges hi vivien persones soles el 14,4% de les quals corresponia a persones de 65 anys o més que vivien soles. El nombre mitjà de persones vivint en cada habitatge era de 2,25 i el nombre mitjà de persones que vivien en cada família era de 2,96.
Per edats la població es repartia de la següent manera: un 19,2% tenia menys de 18 anys, un 6,5% entre 18 i 24, un 28,6% entre 25 i 44, un 26,6% de 45 a 60 i un 19% 65 anys o més.
L'edat mediana era de 43 anys. Per cada 100 dones de 18 o més anys hi havia 99,9 homes.
La renda mediana per habitatge era de 51.105 $ i la renda mediana per família de 61.250 $. Els homes tenien una renda mediana de 40.507 $ mentre que les dones 37.500 $. La renda per capita de la població era de 27.853 $. Aproximadament el 5% de les famílies i el 6,1% de la població estaven per davall del llindar de pobresa.

## Poblacions més properes
El següent diagrama mostra les poblacions més properes.